# Rocrail
Rocrail ist eine proprietäre Software zur Steuerung von digitalen Modelleisenbahnen. Lediglich für einige zusätzliche Apps und Features ist ein auf Spendenbasis zu erwerbender Lizenzschlüssel notwendig. Die Züge können manuell, vollautomatisch oder in einem Mischbetrieb gesteuert werden. So sind Blockstreckenbetrieb, die Ansteuerung eines Schattenbahnhofs, Pendelzüge oder auch das Erstellen ganzer Fahrpläne möglich. Das Programm basiert auf einer Client-Server-Architektur. Es ist in mehrere Sprachen übersetzt und läuft auf den Betriebssystemen Linux, Windows und macOS. Die erste Version 0.4 wurde am 30. Juni 2005 herausgebracht. Seit 2008 ist Rocrail in Deutschland ein eingetragener Markenname. Ursprünglich wurde die Software als freie Software unter der GPL-Lizenz verbreitet. Seit September 2015 ist das Projekt proprietär.

## Architektur
Rocrail besteht aus einem Server, der die Verbindung zur Modelleisenbahnanlage bereitstellt, und einem Clientprogramm, über das die Bedienung erfolgt. Die Kommunikation zwischen beiden erfolgt über das Internetprotokoll, so dass auch mehrere Clients auf unterschiedlichen Rechnern laufen können. Die Plattformunabhängigkeit wird durch die Verwendung von wxWidgets erreicht.

## Clients
Zur Steuerung steht die Oberfläche Rocview zur Verfügung. Damit können Lokomotiven gesteuert, der Gleisplan für die Zugüberwachung angelegt und Dekoder programmiert werden. Alternativ kann die Steuerung mittels rocMobile über einen PDA erfolgen. Durch die Webschnittstelle rocWeb ist auch die Bedienung über einen Webbrowser möglich. Seit Dezember 2009 steht die iPhone-App iRoc im App Store zur Verfügung. Im April 2010 folgte mit andRoc auch eine App für Android.

## Unterstützte Zentralen
Der Server unterstützt eine Reihe von Digitalzentralen zur Ansteuerung der Modellbahn, wie zum Beispiel die Intellibox von Uhlenbrock, LocoNet, RocoNet der Firma Roco, Märklin Digital und Märklin Systems, die Zentrale ECoS von ESU, OpenDCC oder Selectrix. Alternativ kann das Digitalsignal auch vom Computer selbst erzeugt werden, beispielsweise durch Digital Direct for Linux. Neben der Unterstützung des Simple Railroad Command Protocol enthält Rocrail auch eine eigene Software-Zentrale (Digital Direct X), für die es auch eine passende Hardware-Schnittstelle (ORD1, ORD3) gibt.